# شبكة الخطوبة
شبكة الخطوبة قطعة من الحلي (المجوهرات) ترتديها الخطيبة لإعلان خطبتها. وقد غلبت الآن مراسم الخطوبة في مدن كثيرة في العالمين العربي والإسلامي.

## في الأقطار العربية
- في السعودية تختلف العادات بين الشمال والجنوب سواء في يوم الملكة (عقد القران) أو يوم الحناء.
- في الكويت تسمى الخطبة والشبكة « الدزة »، وقديماً كان المهر خردة من «النقد المعدني» فضة أو ذهب في صرة في منديل أبيض جديد.
- في اليمن تقدم نساء أسرة العريس للعروس طقماً كاملاً من الملابس والأحذية مع طقم ذهب هو «شبكة الخطوبة». ثم يبدأ تعيين موعد العقد، وتجهز أكياس من الحلوى لنثرها فوق الحاضرين عند إكمال العقد الشرعي.
- في فلسطين يُستقبل الزوار بالقهوة، وعلى مدار ثلاثة أيام يواصلون ترديد الأهازيج الشعبية، ثم تقدم السمقية للزوار وإلى جانبها الزيت والزيتون، مع عزف آلة شعبية.
- في ميزاب (الجزائر) الأعراس بسيطة دون صخب وغناء ورقص، ففي بيت العروس يقام الزفاف، تحضره النساء من الأقارب المقربين، وتقوم السيدات المتخصصات بتزيين العروس يتوارثن المهنة وتعرف باسم «التية»، تزينها سبعة أيام كاملة، وترافقها في مأكلها ومشربها قبل زفافها إلى زوجها. وحلي العروس يشترط أن تكون من الذهب يمنحها إياها العريس وتسمى تلك الحلي الذهبية « سرّمية »، وتضع الخلخال في قدميها من الفضة رمزاً للصفاء.
- في السودان: الخطبة على مرحلتين. تتعلم الفتاة من أمها، ما إن تبلغ الثالثة عشرة، تصفيف شعرها ضفائر كثيرة، وطهو « الكسرة »، وهي عجينة من الذرة توضع في إناء «الصاج». يرسل الشاب لها امرأة تصف له ملامحها وأوصافها أولاً. بعد أن توافق أسرته، يبلغ والده والد الفتاة فيطلب إمهاله أسبوعين للتشاور مع الأسرة، فإذا وافق بدأت مرحلة الخطوبة الثانية. قبل تعيين موعد الزفاف، تأتي أم العريس ومعها بناتها المتزوجات وأخواتها إلى والدة العروس لتطلبها مرة ثانية من أمها، فتوافق بعبارة «خير وألف خير، أعطيتك البنت لتكون ابنة لك وزوجة لابنك» عندها تضع أم العريس مبلغاً رمزياً من المال، وهذه العادة تسمى «فتح الخشم» أو «قولة خير» أي تقدير لوالدة العروس لترحيبها. ثم تقدم أسرة العريس « الشيلة » لأسرة العروس، وهي مهر من المال والملابس والعطور والذهب والمأكولات التي ستقدم للضيوف في يوم العرس.
- في مصر: يرتدي العريس دبلة في إصبعه منذ عهود القدماء المصريون. ومع المتغيرات الاقتصادية والاجتماعية، شاع في المدن شكل للخطوبة فيختار الشاب أو أسرته العروس، ثم يقدم الشبكة الملائمة لحالته الاقتصادية وكانت عنواناً للتفاخر بين أفراد العائلة والجيران. ثم تكون حفلة الخطوبة تقدم فيها الشبكة.